# Anindya Bose
Anindya Bose es un activista social, cantante, compositor, guionista y letrista indio. 

## Biografía
Es uno de los intérpretes más importantes de su país de origen, sobre todo en su natal Kolkata (India). Ha escrito y compuesto temas musicales para películas bengalíes, como en Hawa bodol, Tin Yari katha, chirodini tumi je amar 2, entre otros. Actualmente es vocalista de una banda musical llamada Bangla band. Anteriormente formó parte de otras bandas musicales como Parash Pathar y Shahar. Como activista, participó en diferentes actividades sociales y ha trabajado en una emisora de radio fm como RJ. A principios de la década de los noventa se convirtió en uno de los principales exponentes de la nueva ola de la cultura musical bengalí. Cuando formó parte del grupo Parash Pathar, compuso algunas canciones como Gallery, Bondhu, Sujon y Ek jhank'.